# Henning Mosselman

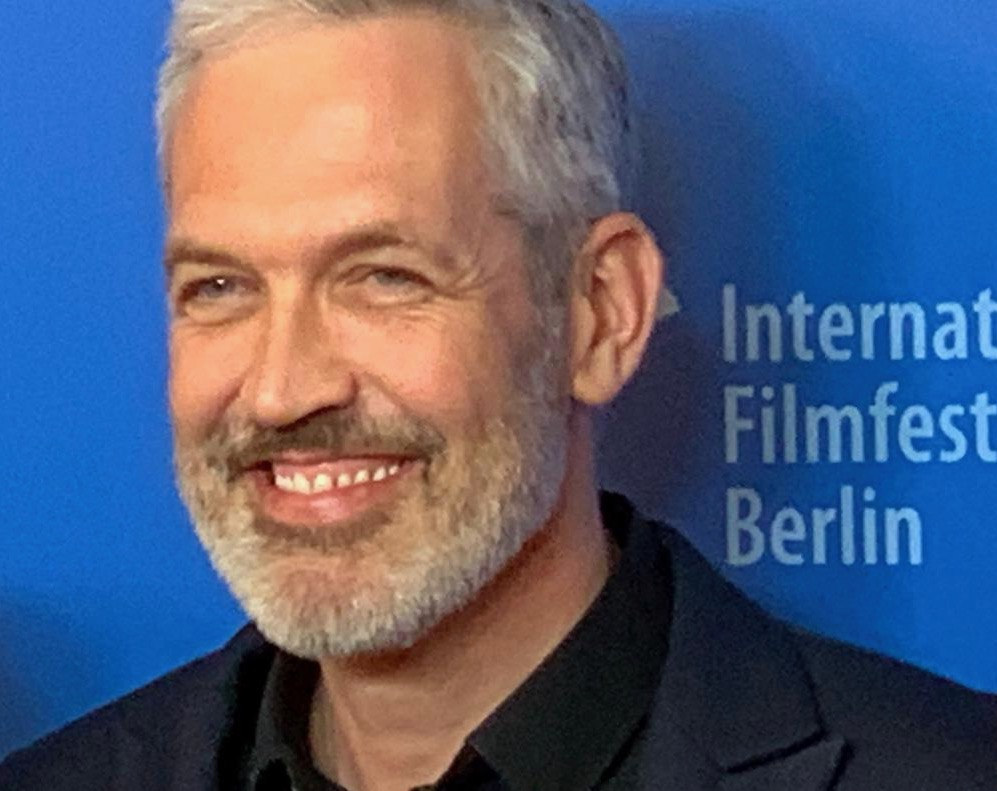
Henning Mosselman Berlinale 2020

Henning Mosselman (* 6. November 1968 in Gießen als Henning Kober) ist ein deutscher Schauspieler.

## Leben
Mosselman studierte Medizin in Frankfurt am Main und in Wien als Stipendiat des Deutschen Akademischen Austauschdienstes (DAAD). Während seiner Freizeit in Wien spielte er in dem Kellertheater „Theater im Werkraum“. Dort kam er mit anderen Schauspielern und Schauspielschülern in Kontakt und beschloss, neben dem Medizinstudium auch noch Schauspiel zu studieren. Er nahm Schauspielunterricht an der Universität für Musik und darstellende Kunst in Graz und in Wien. Er arbeitete als Arzt am Universitätsklinikum Hamburg-Eppendorf und schließlich als Schauspieler an mehreren deutschen Stadt- und Staatstheatern. 
Nach dem Studienabschluss nahm Mosselman ein Engagement an der Landesbühne Hannover an. In der Spielzeit 1996/97 spielte Mosselman als festes Mitglied an der Landesbühne Hannover. Dort trat er unter anderem als Davison in Maria Stuart, als Tranio in Der Widerspenstigen Zähmung, als Adler in Die Vögel, als Almaviva in Figaros Hochzeit und als Beckmann in Draußen vor der Tür auf. In einer Tourneeproduktion des Euro-Studio Landgraf spielte er 1996 den Ludovico in Bertolt Brechts Leben des Galilei.
Von 1999 bis 2001 war Mosselman Ensemblemitglied am Stadttheater Konstanz, wo er unter anderem in einer Bühnenfassung von Der Zauberer von Oz, als Faust in Faust.Gretchen, einer Adaption des Faust-Stoffes nach Motiven von Johann Wolfgang von Goethe, als Schnauz in Ein Sommernachtstraum und als Jörgen Tessmann in Hedda Gabler zu sehen war.
Von 2001 bis 2004 spielte Mosselman am Staatstheater Oldenburg unter anderem den Baron Tusenbach in Drei Schwestern, den Maitre Jacques in Der Geizige, den Malvolio in Was ihr wollt und den Wetter vom Strahl in Das Käthchen von Heilbronn.
Es folgte von 2004 bis 2006 ein weiteres Festengagement am Deutschen Theater in Göttingen. Dort gehörten unter anderem zu Mosselmans Rollen: Adalbert von Weislingen in Goethes Götz von Berlichingen und Antonio in William Shakespeares Der Sturm.
Seit 2006 arbeitet er als freiberuflicher Schauspieler. 2006 spielte er am Schlosstheater Moers den Doktor in Woyzeck von Georg Büchner. 2008 spielte er in einer Produktion der Konstanzer Kammeroper den Fremden in Wolfgang Amadeus Mozarts Opernfragment Zaide. Im Oktober 2008 trat er am FEZ-Berlin trat er 2008 als Knecht Alfred in dem Kindertheaterstück Michel aus Lönneberga nach dem Roman von Astrid Lindgren auf. 2009 spielte er bei den Burgfestspielen Eltville den Jupiter in Amphitryon von Heinrich von Kleist. Am Theater Dessau spielte er in der Spielzeit 2009/2010 als Gast den Klosterbruder in Nathan der Weise. 2011 war er am Wolfgang Borchert Theater  in Münster in der Rolle des Pierre in dem tragikomischen Kammerspiel Das Interview von Theo van Gogh zu sehen. 2012 übernahm Mosselman dort die Rolle des Yvan in dem Theaterstück Kunst von Yasmina Reza. Im Sommer 2013 wirkte er bei der Spielzeiteröffnung der Deutschen Oper Berlin als Nachrichtensprecher in dem Musiktheater-Projekt Himmelsmechanik – Eine Entortung von Mauricio Kagel mit; die Leitung dieses Projektes hatte das Berliner Künstlerkollektiv „phase7“ mit dem Regisseur Sven Sören Beyer. Diese Zusammenarbeit setzte sich 2015 mit dem Projekt „Grenzen Überwinden“ anlässlich der Feierlichkeiten zum 25. Jahrestag der Deutschen Wiedervereinigung in Frankfurt am Main und 2019 bei der Feier zum 30. Jahrestags des Mauerfalls am Brandenburger Tor in Berlin fort.
Er wirkte auch in einigen Fernsehproduktionen und in internationalen Kinoproduktionen mit, unter anderem in der Hollywoodproduktion Ein russischer Sommer (2009) an der Seite von Helen Mirren und Christopher Plummer, in der russischen Produktion Die Ballade vom Bomber (Смотреть баллада о бомбере) (2010) und in Operation Perpetuum Mobile (2010). Im Fernsehen war er unter anderem in 112 – Sie retten dein Leben (2008), in KDD – Kriminaldauerdienst (2007), in Anna und die Liebe (2009), in der internationalen Serie Hotel 13 (2012), Lena Lorenz (2015), Dengler (2015) und Der Kriminalist (2018). Bei den 70. Internationalen Filmfestspielen Berlin 2020 hatte der Film A Fish Swimming Upside Down mit Mosselman in der Hauptrolle seine Weltpremiere.
Henning Mosselman ist auch umfangreich als Rezitator mit literarischen Programmen und bei Lesungen tätig. Er nahm auch mehrere Hörspiele und Hörbücher auf. Unter anderem wirkte er in der Hörspielproduktion Der Geisterseher von Friedrich Schiller mit und las E. T. A. Hoffmanns Das steinerne Herz.

## Filmografie (Auswahl)
- 2007: KDD – Kriminaldauerdienst (Fernsehserie)
- 2008: 112 – Sie retten dein Leben (Fernsehserie)
- 2008: Ein russischer Sommer (Kinofilm)
- 2008: 4 Singles (Fernsehserie)
- 2009: Anna und die Liebe (Fernsehserie)
- 2010: Operation Perpetuum Mobile (Fernsehfilm)
- 2011: Jümmer Justizgeschichten (Fernsehserie)
- 2011: Schloss Einstein (Fernsehserie)
- 2013: Hotel 13 (Fernsehserie)
- 2015: Nele in Berlin (Fernsehfilm)
- 2014: Toleranz (Fernsehfilm)
- 2015: Lena Lorenz – Zurück ins Leben (Fernsehreihe)
- 2015: Dengler – Am zwölften Tag (Fernsehreihe)
- 2016: Weiße Steine
- 2016: Verführt – In den Armen eines Anderen (Fernsehfilm)
- 2018: Der Kriminalist – Geschwisterliebe (Fernsehserie)
- 2019: A Fish Swimming Upside Down (Kinofilm)
- 2023: SOKO Potsdam – Bootstrip (Fernsehserie)
- 2024: SOKO Leipzig – All In (Fernsehserie)